# Михаљевачка шума
Михаљевачка шума је археолошко налазиште касноантичког утврђења које се налази у атару села Чортановци, општина Инђија. Период градње је 4. век. Припада категорији споменика културе од великог значаја.
На десној обали Дунава, на потесу Михаљевачка шума, на налазишту Просјанице откривена је касноантичка тврђава. Сондажна ископавања 1956. и у периоду од 1961. до 1962. године дала су податке о кружној кули, направљеној од камена са неколико редова опеке. Кула, чији је пречник износио 13 метара, очувана је до висине од 3 метра. Дебљина зидова била је 1,20 метара.
Према откривеном покретном археолошком материјалу извршено је датовање трвђаве у 4. век. На основу античких итинерера и распореда шанца претпоставља се да је ово могао да буде Acumincum.
У околини тврђаве откривена је некропола и villae rusticae, као и средњовековно насеље са некрополом.
На овом налазишту откривена је 1932. године остава римског новца са око 2300 новчића, тешких 150 кг, који се налазе у Народном музеју у Београду.
Тачан план утврђења у целини и назив из тог периода нису познати.